# Anàlisi de matriu de transferència de raigs

En l'anàlisi de matrius de transferència de raigs (ABCD), un element òptic (aquí, una lent gruixuda) dona una transformació entre al pla d'entrada i quan el raig arriba al pla de sortida.

L'anàlisi matricial de transferència de raigs (també coneguda com a anàlisi matricial ABCD) és una forma matemàtica per realitzar càlculs de traçat de raigs en problemes prou senzills que es poden resoldre tenint en compte només els raigs paraxials. Cada element òptic (superfície, interfície, mirall o viatge del feix) està descrit per una matriu de transferència de raigs 2×2 que opera sobre un vector que descriu un raig de llum entrant per calcular el raig sortint. Per tant, la multiplicació de les matrius successives produeix una matriu de transferència de raigs concisa que descriu tot el sistema òptic. Les mateixes matemàtiques també s'utilitzen en la física de l'accelerador per fer el seguiment de partícules a través de les instal·lacions d'imants d'un accelerador de partícules, vegeu òptica electrònica.
Aquesta tècnica, tal com es descriu a continuació, es deriva mitjançant l'aproximació paraxial, que requereix que totes les direccions de raigs (direccions normals als fronts d'ona) estiguin en petits angles θ en relació amb l'eix òptic del sistema, de manera que l'aproximació {\displaystyle \sin \theta \approx \theta } continua vigent. Un petit θ implica a més que l'extensió transversal dels feixos de raigs (x i y ) és petita en comparació amb la longitud del sistema òptic (per tant, "paraxial"). Com que un sistema d'imatge decent on aquest no és el cas per a tots els raigs encara ha d'enfocar correctament els raigs paraxials, aquest mètode de matriu descriurà correctament les posicions dels plans focals i els augments, però encara s'han d'avaluar les aberracions mitjançant tècniques de traçat de raigs complets. Aquesta tècnica, tal com es descriu a continuació, es deriva mitjançant l'aproximació paraxial, que requereix que totes les direccions de raigs (direccions normals als fronts d'ona) estiguin en petits angles θ en relació amb l'eix òptic del sistema, de manera que l'aproximació {\displaystyle \sin \theta \approx \theta } continua vigent. Un petit θ implica a més que l'extensió transversal dels feixos de raigs (x i y) és petita en comparació amb la longitud del sistema òptic (per tant, "paraxial"). Com que un sistema d'imatge decent on aquest no és el cas per a tots els raigs encara ha d'enfocar correctament els raigs paraxials, aquest mètode de matriu descriurà correctament les posicions dels plans focals i els augments, però encara s'han d'avaluar les aberracions mitjançant tècniques de traçat de raigs complets.
La tècnica de traçat de raigs es basa en dos plans de referència, anomenats plans d'entrada i de sortida, cadascun perpendicular a l'eix òptic del sistema. En qualsevol punt del tren òptic es defineix un eix òptic corresponent a un raig central; aquest raig central es propaga per definir l'eix òptic més enllà del tren òptic que no necessita estar en la mateixa direcció física (com quan es doblega per un prisma o mirall). Les direccions transversals x i y (a continuació només considerem la direcció x) es defineixen com a ortogonals als eixos òptics que s'apliquen. Un raig de llum entra en un component travessant el seu pla d'entrada a una distància x1 de l'eix òptic, viatjant en una direcció que forma un angle θ1 amb l'eix òptic. Després de la propagació al pla de sortida, aquest raig es troba a una distància x2 de l'eix òptic i en un angle θ2 respecte a aquest. n1 i n2 són els índexs de refracció dels mitjans en el pla d'entrada i de sortida, respectivament.
La matriu ABCD que representa un component o sistema relaciona el raig de sortida amb l'entrada segons{\displaystyle {\begin{bmatrix}x_{2}\\\theta _{2}\end{bmatrix}}={\begin{bmatrix}A&B\\C&D\end{bmatrix}}{\begin{bmatrix}x_{1}\\\theta _{1}\end{bmatrix}},}on els valors dels 4 elements de la matriu estan doncs donats per
{\displaystyle A=\left.{\frac {x_{2}}{x_{1}}}\right|_{\theta _{1}=0}\qquad B=\left.{\frac {x_{2}}{\theta _{1}}}\right|_{x_{1}=0},}i{\displaystyle C=\left.{\frac {\theta _{2}}{x_{1}}}\right|_{\theta _{1}=0}\qquad D=\left.{\frac {\theta _{2}}{\theta _{1}}}\right|_{x_{1}=0}.}Això relaciona els vectors de raigs als plans d'entrada i de sortida mitjançant la matriu de transferència de raigs (RTM) M, que representa el component o sistema òptic present entre els dos plans de referència. Un argument de termodinàmica basat en la radiació del cos negre es pot utilitzar per demostrar que el determinant d'un RTM és la relació dels índexs de refracció:
{\displaystyle \det(\mathbf {M} )=AD-BC={\frac {n_{1}}{n_{2}}}.}Com a resultat, si els plans d'entrada i sortida es troben dins del mateix medi, o dins de dos mitjans diferents que tenen índexs de refracció idèntics, aleshores el determinant de M és simplement igual a 1.
Es pot emprar una convenció diferent per als vectors raigs. En lloc d'utilitzar θ ≈sin θ, el segon element del vector raig és n sin θ, que és proporcional no a l'angle del raig per si mateix sinó a la component transversal del vector d'ona. Això altera les matrius ABCD que es mostren a la taula següent on hi ha implicada la refracció en una interfície.
L'ús de matrius de transferència d'aquesta manera és paral·lel a les matrius 2×2 que descriuen xarxes electròniques de dos ports, particularment diverses matrius anomenades ABCD que es poden multiplicar de manera similar per resoldre sistemes en cascada.